# Reuniones Hitler-Mussolini
Reuniones Hitler-Mussolini. Hitler y Mussolini se reunieron diecisiete veces entre 1934 y 1944

## Historia
La 1.ª reunión tuvo lugar el 14 de junio de 1934 en Venecia. Esta reunión duró 2 días. Fue una visita de estado, en la que no se produjeron acuerdos concretos. La 2.ª reunión fue en Roma el 3 de mayo de 1938, con una duración de 7 días. Hitler también visitó otras ciudades como Florencia y Nápoles. La 3.ª fue en Brennero, al norte de Italia y cerca de la frontera con Austria, el 18 de marzo de 1940: Tratan de futuras operaciones militares en Europa y de la implicación de Italia en la guerra. La 4.ª fue el 18 de junio de 1940 en Múnich, Alemania. Hitler y Mussolini se reunieron para estudiar los términos del armisticio solicitado por Francia: Armisticio del 22 de junio de 1940. La 5.ª fue en Brennero el 10 de octubre de 1940, para tratar temas relacionados con Francia. La 6.ª se celebró en Florencia el 28 de octubre de 1940, el mismo día que Italia invade Grecia en la Guerra greco-italiana. La 7.ª fue en Berchtesgaden (Baviera) el 19 de enero de 1941 con motivo de los reveses italianos en la Segunda Guerra Mundial. La 8.ª fue de nuevo en Brennero (Italia) el 2 de junio de 1941 para analizar la situación española y el futuro de las relaciones con la URSS, y la 9.ª fue en Feltre, a 100 km al norte de Venecia, el 19 de julio de 1943. Hitler tuvo que convencer a Mussolini para no romper el Pacto Roma-Berlín.

## Otras reuniones
Acuerdos de Múnich: el 30 de septiembre de 1938 se produce la incorporación de los Sudetes (pertenecientes a Checoslovaquia) a Alemania. Se reunieron Mussolini, Hermann Göring, Neville Chamberlain y Edouard Daladier
El 23 de octubre de 1940, Hitler se entrevista con Franco en Hendaya, al sur de Francia: Entrevista de Hendaya para conocer de una eventual entrada de España en guerra con las Fuerzas del Eje.
El 24 de octubre de 1940, Hitler se entrevista con Pétain en Montoire-sur-le-Loir para pedirle que el Gobierno de Vichy apoyara a las Fuerzas del Eje.
El 12 de noviembre de 1940 Hitler se entrevista en Berlín con Molotov, Ministro de Exteriores soviético, sin llegar a ningún acuerdo.
Mussolini y Franco tuvieron una reunión en Bordighera, en la Riviera italiana, el 11 de febrero de 1941. En la Entrevista de Bordighera Mussolini quería que Franco entrara en guerra.